# Cristiano Zanus Fortes
Cristiano Zanus Fortes (Venezia, 20 luglio 1971) è un ex cestista italiano.
Pivot di solidità, Zanus Fortes ha avuto nella difesa e nella grinta il suo punto forte. Ha giocato da professionista nella Serie A italiana per più di un decennio. Le radici del suo cognome hanno origine presso Aviano, in Friuli.

## Carriera

### Club
Cresciuto inizialmente in squadre mestrine come il Gazzera, l'ABC Mestre e il Basket Mestre, a seguito della chiamata di Giorgio Montano approda in Emilia-Romagna dove inizia a giocare con Ravenna, San Lazzaro e Cervia, centrando con quest'ultima squadra la promozione in Serie A2 al termine del campionato di Serie B d'Eccellenza 1993-94.
Il pivot veneto debutta in Serie A2 nel 1994-95 con la formazione cervese, poi l'anno successivo la proprietà trasferisce le attività a Modena. Zanus Fortes rimane in rosa anche nella nuova piazza modenese, e si mette in luce imponendosi come miglior rimbalzista offensivo italiano di quel campionato di A2 con 3,3 a partita (7,2 quelli totali di media). Nell'arco di quella stagione, il 17 marzo 1996 nella vittoria contro la Panapesca Montecatini, mette a segno anche il suo career-high di punti segnati in una partita di Serie A con una prestazione da 25 punti, frutto di un 12/13 al tiro e di un 1/1 dalla lunetta.
Nel 1996 accetta l'offerta tedesca dell'Oberelchingen, squadra militante anche in Coppa Korać con cui diventa il primo giocatore italiano ingaggiato come comunitario in un campionato estero. La sua annata è però condizionata da un grave infortunio ad un ginocchio a inizio stagione che lo costringe a uno stop di sette-otto mesi. Torna in Italia l'anno successivo indossando la maglia di Fabriano in A2, partendo talvolta dalla panchina.
Durante l'estate del 1998 firma con la Pallacanestro Varese, con cui finisce per trascorrere le successive cinque stagioni e mezzo. Il suo primo anno in biancorosso si rivela storico poiché la squadra conquista a sorpresa il decimo scudetto del club, quello della stella. Durante questo campionato, Zanus Fortes ricopre il ruolo di riserva del titolare Daniel Santiago e gioca poco più di 10 minuti di media a partita. Nelle partite valide per le finali, vinte contro la Pallacanestro Treviso con un 3-0 nella serie, Zanus Fortes e l'esuberante playmaker Gianmarco Pozzecco scendono in campo con una chioma tinta di rosso, riproposta anche in seguito in alcune occasioni. Il 4 settembre 1999 arriva anche la conquista della Supercoppa italiana grazie al successo per 68-61 sulla Kinder Bologna, con 9 punti e 6 rimbalzi in 13 minuti per Zanus Fortes. Il successivo 15 ottobre scende in campo nella sfida persa 86-96 contro i San Antonio Spurs di Tim Duncan e David Robinson valida per il McDonald's Open di quell'anno. La stagione 1999-2000 lo vede anche debuttare in Eurolega. Nelle sue ultime due annate a Varese, 2002-03 e 2003-04, raggiunge il minutaggio più alto della sua parentesi lombarda (rispettivamente 17,6 e 17,2 minuti di media).
Zanus Fortes tuttavia non conclude in biancorosso la stagione 2003-04 visto che nel febbraio del 2005 viene ceduto in Legadue alla FuturVirtus, ovvero il vecchio Progresso Castel Maggiore rilevato da Claudio Sabatini in un anno di transizione al termine del quale il club diventò ufficialmente la Virtus Bologna.
Nel 2004-05 Zanus Fortes torna a calcare i parquet della massima serie con la chiamata da parte del Basket Livorno, con cui mette a segno 5,1 punti a gara in 18,5 minuti di utilizzo medio. Inizia anche l'anno seguente in Serie A, ma a gennaio torna in Legadue accettando l'offerta della Dinamo Sassari.
Nell'estate 2006 firma un biennale in Legadue con i Crabs Rimini: la sua permanenza nella città romagnola in realtà finisce per durare quattro anni, durante i quali colleziona 95 presenze in campionato, 108 considerando anche i play-off.
Nel 2010 si accorda con la Pallacanestro Rovereto, formazione di Serie B Dilettanti, ma alcuni problemi fisici lo inducono al ritiro a stagione in corso. Pochi mesi più tardi, nell'aprile 2011, diventa il nuovo general manager della stessa società gialloblu, incarico da cui si dimette nel dicembre dello stesso anno. Successivamente, dal 2012 al 2019, ricopre per sette stagioni il ruolo di team manager della Scaligera Verona, prima di dedicarsi a tempo pieno all'attività di istruttore di yoga.

### Nazionale
A partire dal 1998, l'allora commissario tecnico Bogdan Tanjević lo ha talvolta convocato nella nazionale azzurra. In vista dei Mondiali 1998 Zanus Fortes viene indicato come riserva, rimanendo fuori dai dodici convocati finali.

## Palmarès
- Campionato italiano: 1

Pall. Varese: 1998-99
- Supercoppa italiana: 1

Pall. Varese: 1999